# Virginie Ujlaky
Virginie Ujlaky (née le 13 février 1984) est une escrimeuse de double nationalité française et hongroise pratiquant le fleuret, formée au club de Neuilly-sur-Seine. Elle est la petite nièce de Joseph Ujlaki, lui-même international français de football entre 1952 et 1960.

## Biographie
Virginie Bloch-Ujlaky a longtemps tiré à la section escrime de l'US Pecq sour la direction du Maître d'arme Marc Moffleh.
Elle débute l'escrime en France et obtient 14 titres de championne de France avant 2003. Candidate naturelle à la sélection pour les championnats du monde juniors de 2003, mais refusant de se plier aux exigences de la Fédération française d'escrime concernant sa formation, elle est écartée de la délégation française. Elle quitte alors la France et rejoint la Hongrie.
Dès 2004, Virginie Ujlaky est intégrée, avec le nom hongrois Újlaki, à l'équipe juniors hongroise et remporte le titre mondial en individuel. Trois ans plus tard, elle décroche le titre européen par équipes chez les seniors. Malgré ces bons résultats, la fédération hongroise ne la sélectionne pas pour l’épreuve individuelle des Jeux olympiques de 2008 mais seulement pour l'épreuve par équipes. Cette désillusion déclenche le retour de Virginie Újlaki en équipe de France.
Immédiatement réintégrée à l'équipe de France, elle décroche une médaille de bronze par équipes à Plovdiv, en 2009.
En février 2016, juillet 2020 et novembre 2022, elle participe à l'émission Questions pour un champion.

## Palmarès

### Avec la Hongrie
- Championnats d'Europe
  -  Médaille d'or par équipes aux championnats d'Europe 2007 à Gand
  -  Médaille d'argent par équipes aux championnats d'Europe 2008 à Kiev

- Championnats du monde juniors
  -  Médaille d'or aux championnats du monde juniors 2004 à Plovdiv

### Avec la France
- Championnats d'Europe d'escrime
  -  Médaille de bronze par équipes aux Championnats d'Europe d'escrime 2009 à Plovdiv

- Championnats du monde cadets
  -  Médaille d'argent aux championnats du monde cadets 2001 à Gdansk